# Włodzimierz Godłowski
Włodzimierz Józef Godłowski (ur. 7 listopada 1900 w Stryju, zm. wiosną 1940 w Katyniu) – polski lekarz neurolog i psychiatra z tytułem doktora, docent, profesor nadzwyczajny. Porucznik rezerwy lekarz Wojska Polskiego, uczestnik trzech wojen (1918–1920, 1939), ofiara zbrodni katyńskiej.

## Życiorys
Urodził się jako syn Aleksandra (ur. 1868, zm. 24 grudnia 1940, lekarz powiatowy w Lesku 1906–1919) i Heleny z domu z Bierzeckiej (1878–1953). W rodzinnym Stryju ukończył szkołę podstawową. 6 czerwca 1918 z odznaczeniem zdał egzamin dojrzałości w Państwowym Gimnazjum w Sanoku (w jego klasie byli m.in. Stanisław Michalski i Jakub Zaleski – również ofiary zbrodni katyńskiej).
Jako ochotnik wstąpił do Wojska Polskiego 3 listopada 1918, następnie podczas wojny polsko-ukraińskiej był w załodze pociągu pancernego „Smok”, uczestniczył w walkach o Lwów 1918–1919, za co został odznaczony Odznaką Honorową „Orlęta”. Pod koniec 1919 został przeniesiony do rezerwy. Po wybuchu wojny polsko-bolszewickiej ponownie ochotniczo zgłosił się do Wojska Polskiego w 1920, został przydzielony do 43 pułku Strzelców Kresowych i brał udział w walkach w Małopolsce Wschodniej, w ofensywie lubelskiej i na Wołyniu. Po zakończeniu działań wojennych został przeniesiony do rezerwy 6 grudnia 1920. Za udział w wojnie został odznaczony Medalem Pamiątkowym za Wojnę 1918–1921.
Ukończył rozpoczęte w 1918 studia medyczne na Wydziale Wszechnauk Lekarskich Uniwersytetu Jagiellońskiego, w 1925 uzyskał tytuł doktora (podczas studiów pracował jako elew w Klinice Chorób Wewnętrznych). Został zatrudniony na Wydziale Chorób Wewnętrznych Szpitala św. Łazarza w Krakowie. Od 1926 do 1927 pracował jako asystent w szpitalu dla umysłowo chorych w Rybniku i był tam równocześnie praktykantem w pracowni anatomicznej. Pod koniec lat 20. skupił się nad anatomiczno-fizjologicznymi badaniami mózgu. W 1930 został stypendystą w klinice neurologicznej w Wiedniu w tamtejszym Zakładzie Neurologicznym, następnie w Zakładzie Farmakologicznym.
Po powrocie z Austrii nadal pracował w klinice neurologiczno-psychiatrycznej, a ponadto rozwijał pracę badawczą nad anatomią i fizjologią pnia mózgu w Klinice Neurologicznej. W lipcu 1936 uzyskał habilitację i został docentem neurologii i psychiatrii na Uniwersytecie Jagiellońskim. Od listopada 1927 pracował w Klinice Neurologiczno-Psychiatrycznej Uniwersytetu Jagiellońskiego. W 1938 został kierownikiem Katedry Chorób Nerwowych i Umysłowych na Wydziale Lekarskim Uniwersytetu Stefana Batorego w Wilnie i dyrektorem Instytutu dla Badań Mózgu (został następcą prof. Maksymiliana Rose.). Zanim rozpoczął tę pracę, został mianowany profesorem nadzwyczajnym chorób nerwowych i umysłowych WL USB z dniem 10 września 1938. Od sierpnia 1938 do kwietnia 1939 odbył stypendium w Instytucie Badania Mózgu w Berlinie, kierowanym przez Oskara Vogta. Następnie miał kontynuować badania nad mózgiem Józefa Piłsudskiego. Po powrocie osiadł w Wilnie i wiosną 1939 został dyrektorem tamtejszej Kliniki Psychiatrycznej. Był autorem wielu prac naukowych.
W okresie międzywojennym równolegle z pracą zawodową był awansowany do stopni wojskowych. Został mianowany do stopnia podporucznika rezerwy w Korpusie Oficerów Sanitarnych Lekarzy ze starszeństwem z 1 lipca 1925 (lok. 202). Później otrzymał awans do stopnia porucznika rezerwy w 1938. W 1938 odbywał ćwiczenia wojskowe w Centrum Wyszkolenia Sanitarnego.
W związku z zagrożeniem konfliktem zbrojnym w 1939 po raz trzeci zgłosił się ochotniczo do Wojska Polskiego. 27 sierpnia 1939 został zmobilizowany i w funkcji lekarza przydzielony do batalionu KOP „Łużki” Korpusu Ochrony Pogranicza, wchodzącego w skład 3 pułku piechoty KOP. Po wybuchu II wojny światowej i agresji ZSRR na Polskę 23 września 1939 został aresztowany przez Sowietów na terenach wschodnich II Rzeczypospolitej w okolicach Kowla. Był przetrzymywany w obozie w Kozielsku, skąd w lutym jego żona otrzymała kartkę nadesłaną przez niego. W czasie pobytu w obozie wygłosił dla współosadzonych odczyt o badaniach mózgu. Osobę Włodzimierza Godłowskiego wspomniał w prowadzonym przez siebie dzienniku obozowym Stefan Pieńkowski, także neurolog. Wiosną 1940 został wywieziony do Katynia i tam zamordowany (według przypuszczeń rodziny 9 kwietnia 1940) przez funkcjonariuszy Obwodowego Zarządu NKWD w Smoleńsku oraz pracowników NKWD przybyłych z Moskwy na mocy decyzji Biura Politycznego KC WKP(b) z 5 marca 1940. W 1943 jego ciało zostało zidentyfikowane pod numerem 502 w toku ekshumacji prowadzonych przez Niemców (przy zwłokach znaleziono m.in. wizytówki i dokumenty KOP). Pochowano go w mogile bratniej drugiej na terenie Polskiego Cmentarza Wojennego w Katyniu, oficjalnie otwartego 28 lipca 2000.
Jego braćmi byli Jerzy (ur. 1907, prokurator w Lidzie, w 1941 aresztowany przez NKWD, zaginiony), Kazimierz (ur. 1911, w 1939 aresztowany przez NKWD, zaginiony), Ewa (1904–1972, romanistka, żona kpt. Zygmunta Stawarskiego 1896–1945).
Miał żonę Zofię (1906–2002). Ich syn, Kazimierz, był polskim archeologiem i prehistorykiem, współzałożyciel Instytutu Katyńskiego, a wnukowie Jan i Włodzimierz działaczami opozycji demokratycznej w PRL.
5 października 2007 roku minister obrony narodowej Aleksander Szczygło – decyzją nr 439/MON – mianował go pośmiertnie na stopień kapitana. Awans został ogłoszony 9 listopada 2007 roku w Warszawie, w trakcie uroczystości „Katyń Pamiętamy – Uczcijmy Pamięć Bohaterów”.

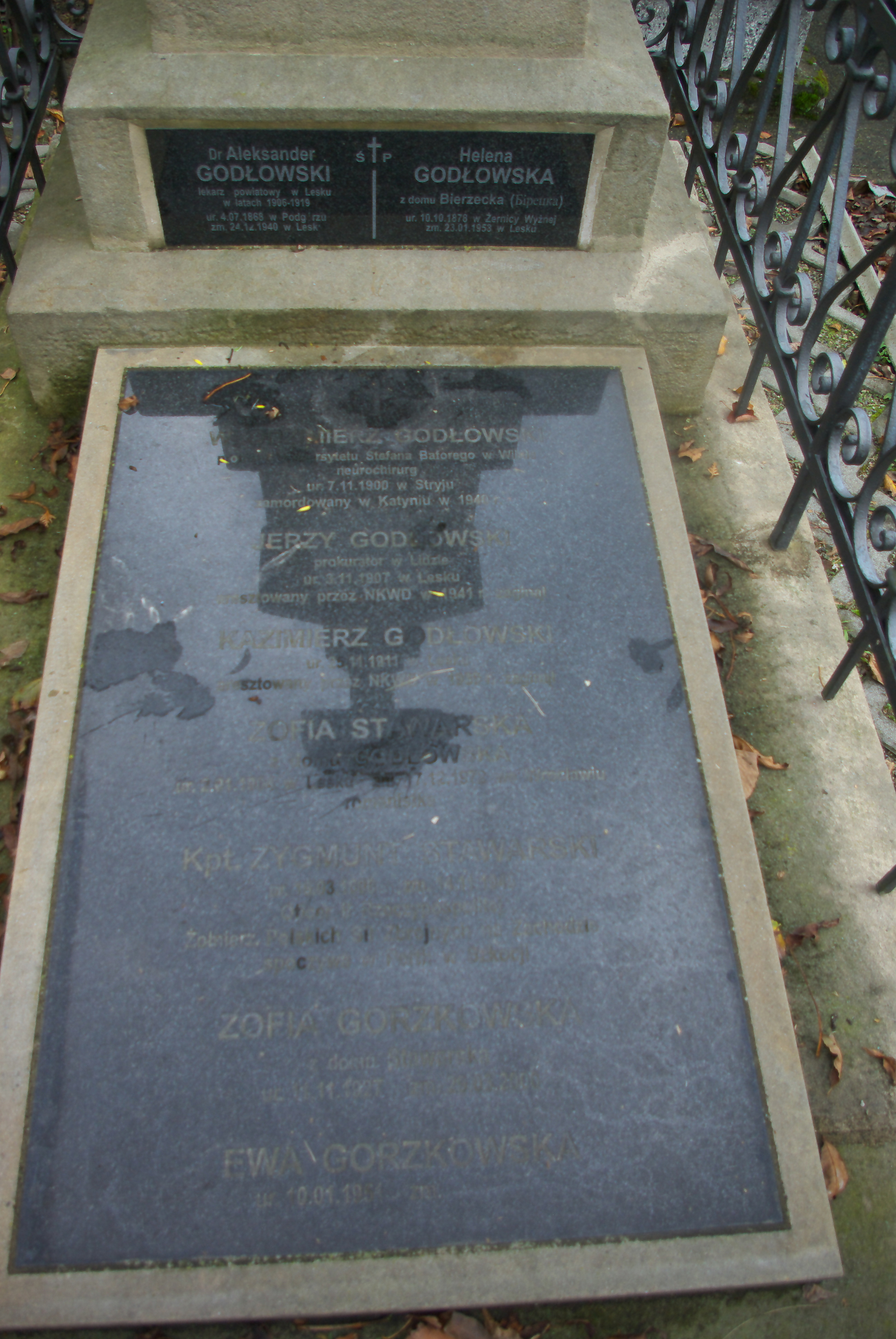
Upamiętnienie symboliczne W. Godłowskiego na grobowcu rodziców w Lesku.

## Upamiętnienie
W 2010 w ramach akcji „Katyń... pamiętamy" / „Katyń... Ocalić od zapomnienia”, w Krakowie przy ulicy Al. Armii Krajowej 7/71 został zasadzony Dąb Pamięci honorujący Włodzimierza Godłowskiego
Włodzimierzowi Godłowskiemu został poświęcony jeden z odcinków filmowego cyklu dokumentalnego pt. Epitafia katyńskie (2010).
Został także upamiętniony symbolicznie na grobowcu swoich rodziców na cmentarzu w Lesku.

## Publikacje
- Jądro smakowe kota (1933)
- Zespoły neurologiczne przy złośliwych guzach jamy nosowo-gardłowej (1933)
- Podkorowe ośrodki spojrzenia i skojarzonych ruchów oczu (1936)